# Benno Funda

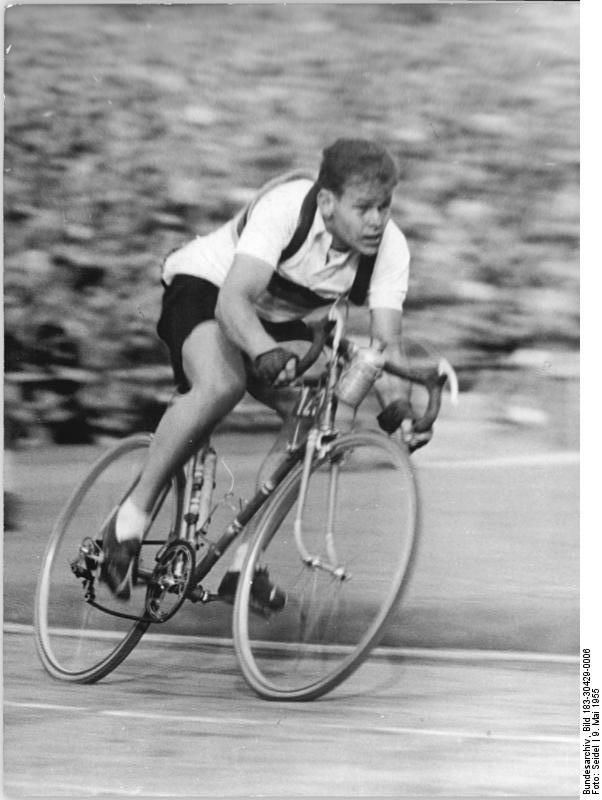
Benno Funda 1955

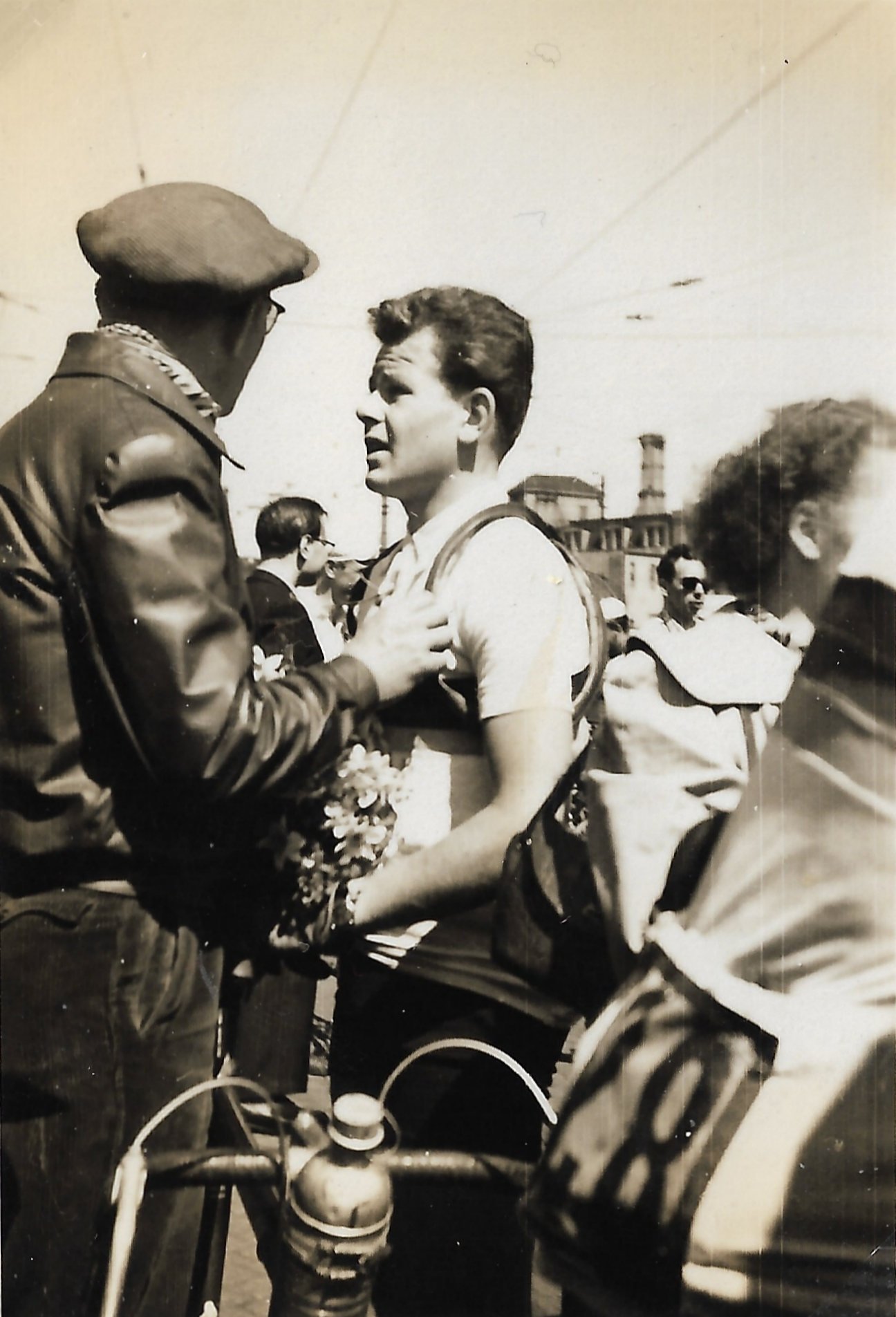
Benno Funda nach der Zielankunft einer Etappe der 7. Friedensfahrt 1954 im Ernst-Thälmann-Stadion Karl-Marx-Stadt

Benno Funda (* 1. Januar 1934 in Zossen) ist ein ehemaliger deutscher Radrennfahrer. Er war in den 1950er Jahren Mitglied der DDR-Nationalmannschaft.

## Sportliche Laufbahn
Benno Funda ist der Sohn des in den 1930er Jahren erfolgreichen Sechstagefahrers Willy Funda, der ihn zeitweise auch als Trainer betreute. Sohn Benno betrieb zunächst Radsport bei der Sportgemeinschaft Mittenwalde, schloss sich aber 1951 der Betriebssportgemeinschaft (BSG) Motor in Wildau an. Noch im selben Jahr wurde er DDR-Jugendmeister im 4000-m-Einzelzeitfahren auf der Bahn. 1952 stieg er in den Männerbereich auf und auf das Straßenfahren um und gewann die Nachwuchskategorie des Eintagesrennens Rund um die Hainleite und den Großen Diamantpreis in Chemnitz. Aus beruflichen Gründen wechselte Funda 1953 zur BSG Berliner Bär und begann dort mit einem dritten Platz bei der DDR-Meisterschaft im Zweier-Mannschaftsbahnfahren zusammen mit seinem Partner Hans Wagner. Ab 1954 konzentrierte er sich wieder auf den Straßenrennsport und konnte sich für die Dreiländer-Etappenfahrt Internationale Friedensfahrt qualifizieren. Als zweitbester DDR-Fahrer hinter Gustav-Adolf Schur (22.) wurde er in der Einzelwertung 30. Ebenfalls 1954 gewann er mit der BSG Berliner Bär die DDR-Meisterschaft im 100-km-Mannschaftszeitfahren. 1955 wurde Funda von dem neu gegründeten SC Einheit Berlin übernommen und gewann für den Sportklub erneut die Meisterschaft im 100-km-Mannschaftszeitfahren. In diesem Jahr gehörte er wieder zum DDR-Aufgebot für die Friedensfahrt und ging in deren Geschichte ein, weil er als erster DDR-Fahrer eine Etappe in Ost-Berlin gewann. Insgesamt konnte er jedoch nicht überzeugen und landete als schlechtester DDR-Aktiver auf Rang 36. Bei der anschließenden DDR-Rundfahrt belegte Funda Platz zehn, gewann aber mit dem SC Einheit die Mannschaftswertung. 1959 erlitt er einen schweren Unfall, bei dem er ein Auge verlor, der ihn zur Aufgabe des Leistungssports zwang.

## Sonstiges
Funda hatte nach seiner Schulzeit eine Lehre zum Schornsteinfeger absolviert. Nach seiner Sportkarriere übte er diesen Beruf zunächst in Baruth und Zossen aus. 1966 wurde er bis zu seinem Ruhestand Bezirks-Schornsteinfegermeister in Brieselang. 1958 heiratete Funda die Erfurter Spitzensportlerin im Radpolo Brunhilde Schlöffel.